# Testimonio flaviano

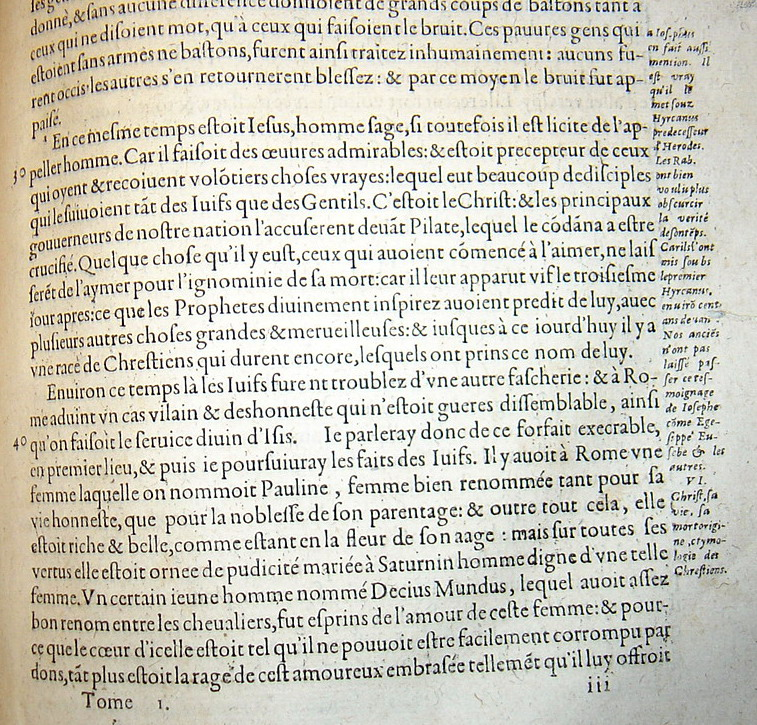
Texto del testimonio flaviano en francés.

Se denomina Testimonio flaviano  (en latín Testimonium flavianum) a los párrafos 63 y 64 del capítulo XVIII del libro Antigüedades judías (Ιουδαϊκή αρχαιολογία) escrito por el historiador judío Flavio Josefo, en los que se menciona a Jesús llamado Cristo.
El consenso académico considera que se contiene un núcleo auténtico,si bien parte de su texto posee interpolaciones posteriores.

## Contexto
Las Antigüedades judías son una crónica escrita hacia el año 93 d. C., que narra la historia del pueblo judío desde sus orígenes hasta la Primera Guerra Judeorromana. Los primeros libros se basan en la Biblia hebrea, con comentarios tomados de otros autores, mientras que los siguientes recogen obras de autores griegos y romanos, junto con las memorias del propio autor.
El interés de Flavio Josefo es defender a su pueblo, derrotado por Roma, destacar la antigüedad y superioridad de sus leyes, y recuperar la estima de griegos y romanos; por este motivo minimiza los hechos históricos que pudieran resultar conflictivos o chocantes para su público.

### Otras menciones de Josefo referidas al cristianismo
Josefo, excepto en el Testimonio, nunca menciona a los cristianos, ni a sus líderes, con la excepción de un pasaje en el libro 20, capítulo 9.1, donde se narra la muerte de un tal Jacobo (conocido en la traducción del Nuevo Testamento al español como Santiago), a quien denomina «hermano de Jesús, llamado Cristo»:

[...] Ananías era un saduceo sin alma. Convocó astutamente al Sanedrín en el momento propicio. El procurador Festo había fallecido. El sucesor, Albino, todavía no había tomado posesión. Llamó a juicio al hermano de Jesús, quien era llamado Cristo, cuyo nombre era Jacobo, y con él hizo comparecer a varios otros. Los acusó de ser infractores a la ley y los condenó a ser apedreados. [...].
Antigüedades judías, 20.9.1

Esta cita ayuda a datar la muerte de Santiago, hermano de Jesús, en el año 62.
Este texto del libro 20 es considerado por muchos como filológica e historiográficamente más consistente que el Testimonio Flaviano; ya que, al menos, coincide formalmente con el estilo de Josefo. El estudioso George Albert Wells sugiere la hipótesis de una glosa marginal (una anotación al margen del manuscrito) que fue incorporada al texto en las copias sucesivas.
En otro pasaje (Ant.Iud., 18.5.2) se hace referencia a la muerte de Juan el Bautista a manos de Herodes, pero sin mencionar su relación con Jesús y en un contexto diferente al de los evangelios.

## El pasaje 18, 3, 3
El pasaje dice textualmente:

Por este tiempo apareció Jesús, un hombre sabio [si es que es correcto llamarlo hombre, ya que fue un hacedor de milagros impactantes, un maestro para los hombres que reciben la verdad con gozo], y atrajo hacia Él a muchos judíos [y a muchos gentiles además. Era el Cristo]. Y cuando Pilato, frente a la denuncia de aquellos que son los principales entre nosotros, lo había condenado a la cruz, aquellos que lo habían amado primero no le abandonaron [ya que se les apareció vivo nuevamente al tercer día, habiendo predicho esto y otras tantas maravillas sobre Él los santos profetas]. La tribu de los cristianos, llamados así por Él, no ha cesado de crecer hasta este día.
Indicadas entre corchetes posibles interpolaciones.

Acerca de su autenticidad hay opiniones enfrentadas: 
Primero, están aquellos que consideran al pasaje entero como falso. Las razones principales para esta visión parecen ser las siguientes: 
- Josefo no podría representar a Jesucristo como un simple moralista y por otra parte no podría enfatizar las profecías y expectativas mesiánicas sin ofender las susceptibilidades romanas;
- El pasaje arriba mencionado de Josefo parece haber sido desconocido por Orígenes y los primeros escritores patrísticos;

Un segundo grupo de críticos no consideran la totalidad del testimonio de Josefo concerniente a Cristo como falso, pero sostienen que existe una interpolación de las partes marcadas arriba entre corchetes. Las razones asignadas para esta opinión pueden reducirse a las dos siguientes: 
- Josefo debe haber mencionado a Jesús, pero no puede haberlo reconocido como el Cristo; por lo tanto parte del actual texto flaviano debe de ser genuina y parte interpolada.
- Igualmente, la misma conclusión se sigue del hecho de que Orígenes conocía un texto del autor judío acerca de Jesús, pero no le era familiar el analizado, ya que, de acuerdo con el gran doctor de Alejandría, Josefo no creía que Jesús fuese el Mesías. (In Matth., XIII, 55; Contra Cels., I, 47).

Esta hipótesis recibió cierta confirmación en 1971, al descubrirse la versión árabe de la Historia del Mundo del obispo Agapio de Hierápolis, que muy posiblemente ofrece el texto original de Josefo, sin las interpolaciones cristianas posteriores (vid. infra).
Una tercera clase de estudiosos cree que el pasaje completo acerca de Jesús, como se encuentra hoy en día en Josefo, es genuino. Los argumentos principales de la autenticidad del pasaje de Josefo son los siguientes:
- Primero, todos los códices o manuscritos del trabajo de Josefo contienen el texto en cuestión; para mantener la falsificación de este texto debemos suponer que todas las copias de Josefo estaban en manos de los cristianos, y fueron cambiados de la misma manera.
- Segundo, es cierto que ni Tertuliano ni Justino utilizan el pasaje de Josefo acerca de Jesús; pero su silencio se debe probablemente al desprecio con el que los judíos contemporáneos consideraban a Josefo, y a la relativa poca autoridad que tenía entre los lectores romanos. Los escritores de la edad de Tertuliano y Justino podían apelar a testigos vivos de la tradición apostólica.
- Tercero, Eusebio (Hist. Eccl., I, xi; cf. Dem. Ev., III, v) Sozomeno (Hist. Eccl., I, i), Nicéforo (Hist. Eccl., I, 39), Isidoro de Pelusio (Ep. IV, 225), San Jerónimo (Catal.Script.Eccles. XIII), Ambrosio, Casiodoro, etc., recurren al testimonio de Josefo, por lo que en el tiempo de estos ilustres escritores no debían de existir dudas en cuanto a su autenticidad.
- Cuarto, el silencio completo de Josefo acerca de Jesús hubiese sido un testimonio aún más elocuente del que tenemos en el presente texto; este último no contiene ninguna afirmación que sea incompatible con su origen flaviano: el lector romano necesitaba la información de que Jesús era el Cristo o el fundador de la religión cristiana; las maravillosas obras de Jesús y su resurrección de entre los muertos eran pregonadas incesantemente por los cristianos de forma tal que sin estos atributos el Jesús de Josefo no hubiera sido prácticamente reconocido como el fundador de la religión cristiana.

## Versiones

### Versión griega
Citada por Eusebio de Cesarea en Historia Eclesiástica (capítulo I, 11), del año 323, fue trasmitida a través de la literatura de la Europa cristiana. La copia más antigua está datada en el siglo XI (el códice Ambrosianus 370 (F 128), que se conserva en la Biblioteca Ambrosiana de Milán):

Apareció en este tiempo Jesús, un hombre sabio, si en verdad se le puede llamar hombre. Fue autor de hechos sorprendentes; maestro de personas que reciben la verdad con placer. Muchos, tanto judíos como griegos, le siguieron. Este era el Cristo. Algunos de nuestros hombres más eminentes le acusaron ante Pilato. Este lo condenó a la cruz. Sin embargo, quienes antes lo habían amado, no dejaron de quererlo. Se les apareció resucitado al tercer día, como lo habían anunciado los divinos profetas que habían predicho de él ésta y otras mil cosas maravillosas. Y hasta hoy, la tribu de los cristianos, que le debe este nombre, no ha desaparecido.
Ant., XVIII, iii, 3

### Versión latina
Es recogida por San Jerónimo (342-420) en De Viris Illustribus, y aparece atestiguada también en la traducción al latín de la Historia Eclesiástica de Eusebio realizada por Rufino así como en una paráfrasis de Josefo realizada por el autor del llamado Pseudo-Hegesipo. Esta versión se caracteriza por el hecho de que sustituye la afirmación: «Él era el Cristo» por: «Se creía que él era el Cristo» (et credebatur esse Christus).

### Versión árabe
La también conocida como versión arábiga, fue incluida en el siglo X en una traducción al árabe de la obra de Flavio Josefo, dentro de la Historia Universal, desde sus inicios hasta 941/942 d. C., debida a Agapio, obispo de Hierápolis. Fue sacada a la luz en 1971 por el exégeta judío Shlomo Pines:

En este tiempo existió un hombre de nombre Jesús. Su conducta era buena y era considerado virtuoso. Muchos judíos y gente de otras naciones se convirtieron en discípulos suyos. Los convertidos en sus discípulos no lo abandonaron. Relataron que se les había aparecido tres días después de su crucifixión y que estaba vivo. Según esto fue quizá el mesías de quien los profetas habían contado maravillas.

Como bien se ha observado por algunos autores, especialmente James Charlesworth en 1988, este texto, que es anterior a la copia manuscrita más antigua de las Antigüedades judías, debe reproducir la versión original de Josefo sin las interpolaciones cristianas posteriores, y contribuye decisivamente, incluso más que el texto de Eusebio, a afirmar la validez del Testimonium flavianum como documento sobre el Jesús histórico.

### Versión siríaca
Aparece en Crónica siríaca, obra del siglo XII, de Miguel el Sirio.

## Análisis exegético
Los exégetas se dividen en tres grupos de opiniones:
- Los que afirman que sobre el texto de Flavio Josefo uno o varios cristianos intercalaron añadidos (señalados en negrita sobre el texto de la versión griega).
  - Algunos autores, como Eisler, opinan que fue retocada la versión griega, pero no la árabe.
  - Muchos opinan que la falsificación se produjo en dos momentos: 
    - el primero más discreto dio lugar a la versión árabe;
    - y el segundo con la interposición de frases de contenido cristiano, originó la versión griega.
- Los que opinan que todo el texto es genuino, escrito por Flavio Josefo. Este grupo es minoritario y casi exclusivo de la apologética cristiana más conservadora.
- Los que consideran que todo el párrafo es falso. Uno o varios cristianos lo escribieron sustituyendo al de Flavio Josefo. Dentro de este grupo.
  - Algunos consideran que Flavio Josefo no mencionó a Jesús ni al cristianismo. Se propone como hipótesis, aunque no explica la mención que Flavio Josefo hace de Santiago "el hermano de Jesús" en el capítulo XX. Esta opción suele estar apoyada por detractores del cristianismo.
  - Muchos historiógrafos consideran probable, por la coherencia interna del texto, que Flavio Josefo hiciera mención de Jesús de Nazaret en esta sección del capítulo XVIII. Consideran coherente que, si hace mención de un discípulo o hermano de Jesús en el capítulo XX, en éste hable del que se refiere a "Santiago, el hermano de Jesús".